# Dischistocalyx thunbergiiflora
Dischistocalyx thunbergiiflora là một loài thực vật có hoa trong họ Ô rô. Loài này được (T.Anderson) Benth. ex C.B.Clarke mô tả khoa học đầu tiên năm 1899.